# 新潟県立がんセンター新潟病院
新潟県立がんセンター新潟病院（にいがたけんりつ がんセンターにいがたびょういん）は、新潟県新潟市中央区にある医療機関。都道府県がん診療連携拠点病院に指定されている。

## 沿革
- 1950年5月 - 新潟県立新潟病院として、新潟市川岸町二丁目に開院。性病の予防を目的としたもので、当時の診療科目は内科と性病科（皮膚科、泌尿器科）。病床数20床。
- 1957年6月 - 病棟新設により増床。病床数190床。
- 1958年12月 - 新潟県が「ガン対策推進委員会」を設置、がん治療の総合センターの建設が決定。
- 1959年6月 - 病棟増築により増床。病床数280床。
- 1961年1月 - 新潟県立ガンセンター新潟病院に改称し、総合病院の承認を受ける。診療科目は内科・小児科・外科・整形外科・皮膚科・泌尿器科・産科・婦人科・耳鼻咽喉科・眼科・放射線科の11科。病床数366床、乳児施設30床。
- 1964年6月16日 - 新潟地震が発生、液状化現象と津波による浸水などで被災。本館を除く2階建病棟を中心に被害を受け、一時閉鎖。
- 1966年4月 - 震災復旧と増築により増床。許可病床数454床（助産施設20床含む）、乳児施設30床。
- 1971年4月 - 臨床研修指定病院に指定される。
- 1984年9月 - 隣接地（旧県営川岸町アパート立地）にて、全面改築工事に着工。
- 1987年2月 - 改築工事が竣工、現在の施設となる。旧施設の解体・撤去後の跡地は引き続き駐車場として供用。
- 1987年5月 - 新潟県立がんセンター新潟病院に改称。診療科目は内科・小児科・外科・胸部外科・整形外科・神経内科・脳外科・皮膚科・泌尿器科・産科・婦人科・眼科・耳鼻咽喉科・歯科・放射線科・麻酔科の16科。病床数450床。
- 2002年12月9日 - 地域がん診療拠点病院に指定される。
- 2007年1月 - 都道府県がん診療連携拠点病院に指定される。

## 診療科
- 内科
- 神経内科
- 小児科
- 外科
- 呼吸器外科
- 婦人科
- 整形外科
- 脳神経外科
- 泌尿器科
- 眼科
- 耳鼻咽喉科
- 皮膚科
- 麻酔科
- 緩和ケア科
- 放射線科
- 口腔外科
- 精神科
- 病理診断科

## 医療機関の指定等
- 保険医療機関
- がん診療連携拠点病院
- 臨床研修指定病院

## 交通アクセス
公共交通
- JR越後線 白山駅南口から徒歩約1分
- BRT萬代橋ライン 「白山駅前」停留所より徒歩約3分（快速は通過）
- 新潟交通 C1 県庁線・S1 市民病院線 「がんセンター前」バス停より徒歩約1分
- 高速バス県内線 「がんセンター前」バス停より徒歩約1分
  - 中央区中心部発着の高速バス県内線の全路線・全便が、がんセンター前を経由する。

自家用車
- 磐越自動車道 新潟中央ICから車で約10分

## 周辺
- JR越後線白山駅
- 新潟市立白新中学校
- 新潟理容美容専門学校
- 新潟放送本社